# Station Legnica Północna
Station Legnica Północna is een spoorwegstation in de Poolse plaats Legnica.